# Бусифікація

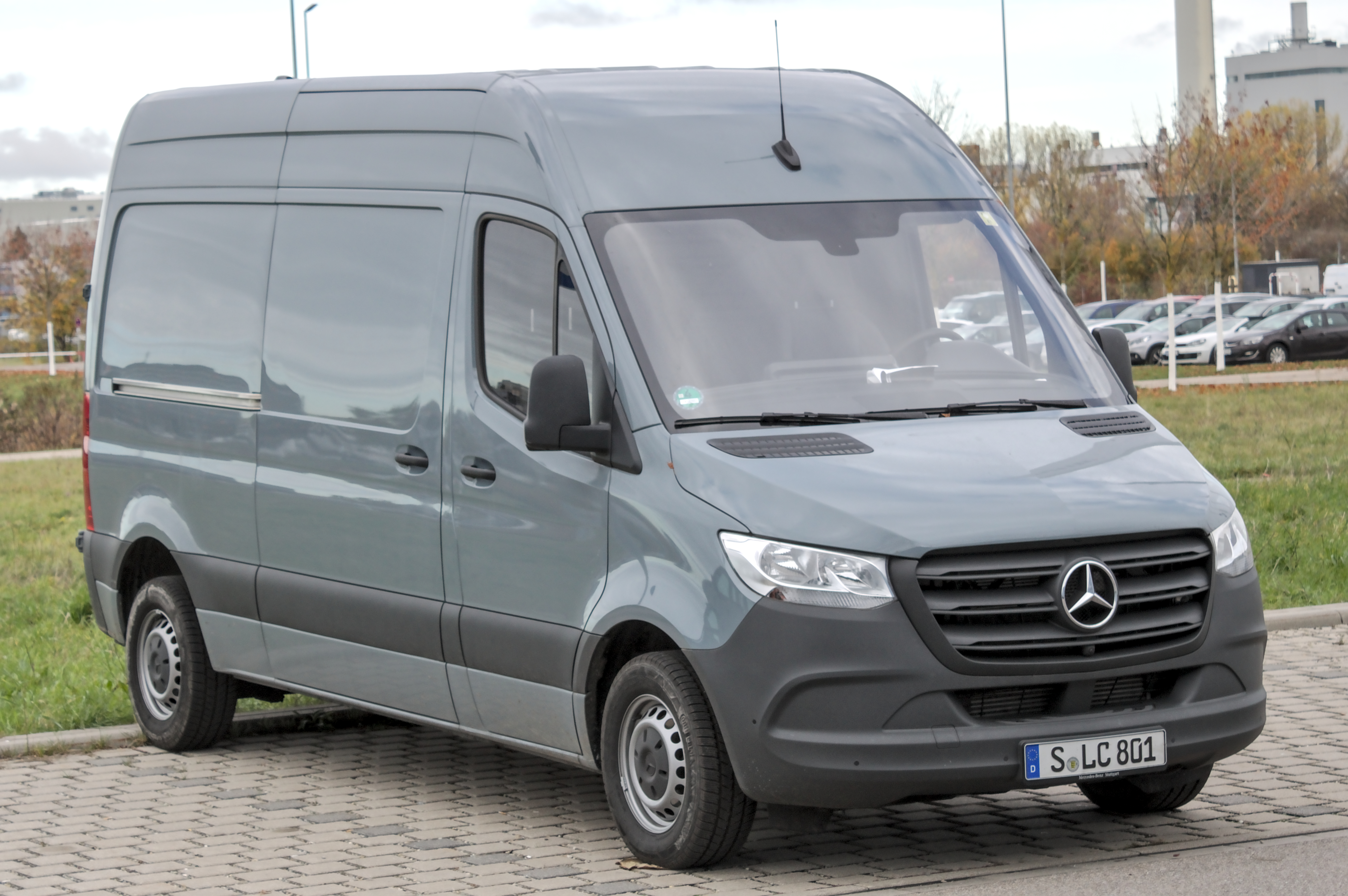
«Бус» в розмовній мові означає мікроавтобус або автобус.

«Бусифіка́ція» — іронічний неологізм, що виник в українському інфопросторі під час загальної мобілізації у зв'язку з російським вторгненням та використовується на позначення ситуацій, коли представники ТЦК та правоохоронних органів насильно завантажують чоловіків призовного віку на вулиці в автобус та відвозять до центру комплектування.

## Масштаби
Як повідомляє ТСН, за перші дев'ять місяців 2024 року уповноважений з прав людини Дмитро Лубінець отримав понад півтори тисячі звернень від українців через порушення їхніх прав співробітниками ТЦК.
За словами народної депутатки України від партії Голос та членкині парламентського Комітету з питань нацбезпеки, оборони та розвідки Соломії Бобровської, через проблему «бусифікації», яка особливо гостро стояла в Закарпатській, Одеській, Чернівецькій областях, де це стало системним явищем, парламент в травні 2024 року уклав домовленість з Генштабом і Міністерством оборони щодо збільшення їхніх повноважень та зобов'язань місцевої влади в обмін на припинення застосовування сили під час мобілізації. Органи військового управління, як стверджує нардепка, порушили домовленість, а притягнення керівників ТЦК і СП до відповідальності носять одиничний характер. Народний депутат України Єгор Чернєв підтверджує існування такої домовленості. На початку грудня 2024 року він повідомив, що профільний парламентський комітет неодноразово викликав на свої засідання представників міноборони через випадки «бусифікації», які все ще трапляються.
Як стверджує Голова Ради резервістів Сухопутних військ ЗСУ Іван Тимочко, «бусифікацію», як правило, проводили серед «ухилянтів» та людей, які перебували в розшуку. Але питання «розкручувалось в медіа та серед політиків заради своїх рейтингів».

## Оцінки
За словами військовика, а в минулому депутата Львівської міської ради Ігоря Шолтиса держава мусить використовувати свою монополію на силу і залучати таким чином людей до армії, якщо люди відмовляються робити це добровільно, оскільки для оперування засобами і для розвитку потрібен людський ресурс. Негативним ефектом від цього є те, що в Силах оборони опиняються люди без мотивації.
На думку військовика й колишнього народного депутата Ігоря Луценка, потрібно не плутати «бусифікацію» з примусовою мобілізацією, яка була у всіх країнах під час тотальних війн. Примусова мобілізація передбачає, що держава розраховує на спеціалістів з певної сфери. Однак, коли людину випадковим чином хапають на вулиці, то це означає, що виконавців цікавить лише звітність.
Центр стратегічних комунікацій та інформаційної безпеки України пов'язує циркулювання терміна із зусиллями російської пропаганди підсилити антимобілізаційну риторику та дискредитувати ТЦК як інституцію.

## Цікаві факти
- Термін «бусифікація» став словом 2024 року в Україні за версією словника неологізмів «Мислово»[11][12].